# Frédéric Engelhardt
Pour les articles homonymes, voir Engelhardt.
Frédéric Engelhardt est un homme politique français né le 31 octobre 1796 à Strasbourg (Bas-Rhin) et décédé le 17 mars 1874 à Niederbronn (Bas-Rhin).
Licencié en droit et docteur es sciences, il entre dans l'enseignement avant de prendre la direction des forges de Niederbronn. Il est député du Bas-Rhin de 1848 à 1849, siégeant avec les partisans du général Cavaignac. Il est le père de Maurice Engelhardt, président du conseil municipal de Paris.

## Sources
- « Frédéric Engelhardt », dans Adolphe Robert et Gaston Cougny, Dictionnaire des parlementaires français, Edgar Bourloton, 1889-1891 [détail de l’édition]